# Jagdstaffel 23
A Jagdstaffel 23, conhecida também por Jasta 45, foi um esquadra de aeronaves da Luftstreitkräfte, o braço aéreo das forças armadas alemãs durante a Primeira Guerra Mundial. Alcançou a sua primeira vitória aérea a 14 de Fevereiro de 1917 e teve a sua primeira baixa a 3 de Maio de 1917. No total, a Jasta 23 abateu 66 aeronaves inimigas, 54 aviões e 12 balões. O maior ás da esquadra foi Otto Kissenberth.

## Aeronaves
- Albatros D.II
- Pfalz D.XII
- Roland D.VI